# Wyanet
Wyanet és una població dels Estats Units a l'estat d'Illinois. Segons el cens del 2000 tenia 1.028 habitants.

## Demografia
Segons el cens del 2000, Wyanet tenia 1.028 habitants, 406 habitatges, i 287 famílies. La densitat de població era de 396,9 habitants/km².
Dels 406 habitatges en un 36,2% hi vivien nens de menys de 18 anys, en un 55,2% hi vivien parelles casades, en un 10,3% dones solteres, i en un 29,3% no eren unitats familiars. En el 25,6% dels habitatges hi vivien persones soles l'11,1% de les quals corresponia a persones de 65 anys o més que vivien soles. El nombre mitjà de persones vivint en cada habitatge era de 2,53 i el nombre mitjà de persones que vivien en cada família era de 3,01.
Per edats la població es repartia de la següent manera: un 28,1% tenia menys de 18 anys, un 9% entre 18 i 24, un 29,6% entre 25 i 44, un 20,9% de 45 a 60 i un 12,4% 65 anys o més.
L'edat mediana era de 34 anys. Per cada 100 dones de 18 o més anys hi havia 89 homes.
La renda mediana per habitatge era de 38.289 $ i la renda mediana per família de 43.594 $. Els homes tenien una renda mediana de 31.958 $ mentre que les dones 20.625 $. La renda per capita de la població era de 16.888 $. Aproximadament el 5,2% de les famílies i el 6,4% de la població estaven per davall del llindar de pobresa.

## Poblacions més properes
El següent diagrama mostra les poblacions més properes.